# سلاف غربيون
السلاف الغربيون، ويعرفون في بعض المصادر السلافية الجنوبية باسم السلاف الشماليون الغربيون، هم مجموعة فرعية من السلاف الذين يتكلمون اللغات السلافية الغربية، وتشمل هذه المجموعة شعوب السلوفاك والتشيك والكاشوبيون والبولنديون والصوربيون.
إن السحنة الثقافية لشعوب السلاف الغربيون هي أقرب للأوربيين الغربيين، حيث تبع السلاف الغربيون تاريخياً الإمبراطورية الرومانية والمسيحية الغربية. لذلك نشأ نوع من البون الثقافي مع باقي مجموعات السلاف، والذين يتبعون الكنيسة الأرثوذكسية الشرقية وتاريخهم كان مرتبطاً مع الإمبراطورية البيزنطية.

## اقرأ أيضاً
- سلاف
- سلاف شرقيون
- سلاف جنوبيون